# Leśniczówka (województwo łódzkie)
Leśniczówka – wieś w Polsce, położona w województwie łódzkim, w powiecie łowickim, w gminie Bielawy.
W latach 1975–1998 miejscowość administracyjnie należała do województwa skierniewickiego.

## Integralne części wsi
| SIMC    | Nazwa               | Rodzaj    |
| ------- | ------------------- | --------- |
| 0724459 | Karpina             | część wsi |
| 0724465 | Kolonia Kościuszki  | część wsi |
| 0724471 | Kolonia Narutowicza | część wsi |
| 0724488 | Ostoja              | część wsi |
| 0724494 | Podgórze            | część wsi |
| 0724502 | Ptaszyn             | część wsi |
| 0724519 | Stokosy             | część wsi |

## Zabytki
Według rejestru zabytków Narodowego Instytutu Dziedzictwa na listę zabytków wpisany jest obiekt:
- cmentarz choleryczny, 2 poł. XIX, nr rej.: 972-A z 30.06.1994